# Ultimate X-Men
Les Ultimate X-Men sont une équipe de super-héros appartenant à l'univers Ultimate Marvel. Ils sont apparus en 2001 dans la série du même nom créée par Mark Millar et Adam Kubert.

## Histoire

### L’Homme de demain
Le professeur Xavier rassemble divers mutants dans une école. Le terroriste Magneto recrute Wolverine, puis se fait tuer devant la Maison Blanche.

### Tournée mondiale
Charles Xavier essaie de changer positivement la vision des mutants par la population mondiale. On apprend que Magneto n’est pas mort et qu’il essaie à nouveau de tuer les humains n’ayant pas de gène mutant. Gambit est introduit dans l’univers Ultimate.

### Guerre ultime
Les X-Men combattent les Ultimates.

### Blockbuster
Wolverine, parti à la recherche de son passé, rencontre Daredevil et Spider-Man. Une équipe de mutants menés par Emma Frost est proposée pour les relations avec le gouvernement américain.

### Un jeu dangereux
L’équipe des X-Men est modifiée, notamment après la défection de Malicia pour Gambit.

### Nord magnétique
Les X-Men doivent s’allier aux Ultimates pour contrecarrer les plans de Magneto. Cependant, ce dernier parvient à s’évader du Triskélion à la suite d'un subtile stratagème mené avec l’aide de Mystique.

### Ultimate Origins
Dans l’univers Ultimate, les mutants ne sont pas une évolution naturelle de l'homme. En effet, Nick Fury découvrit il y a des années le laboratoire et libéra les cobayes qui sont devenus des mutants dont Magneto et tua les savants fous.

## Personnages

### Personnages principaux
- Charles Xavier (Professeur X)
- Scott Summers (Cyclope)
- Jean Grey (Marvel Girl)
- Ororo Monroe (Tornade)
- Henry McCoy (Le Fauve)
- Piotr Rasputin (Colossus)
- Bobby Drake (Iceberg)
- James Howlett (Wolverine)
- Kurt Wagner (Diablo)
- Malicia
- Kitty Pryde (Suaire)
- Waren Worthington III (Angel)
- Alisson Blair (Dazzler)

### Alliés et ennemis
- Eric Lensherr (Magneto)
- Pietro Lensherr (Vif-Argent)
- Wanda Lensherr (La Sorcière rouge)
- Le Colosse
- Betsy Braddock (Psylocke)
- Dents de sabre
- Madrox

### États-Unis
La série a vu se succéder différents scénaristes : Mark Millar, Brian Michael Bendis, Brian K. Vaughan et Robert Kirkman, sur 100 épisodes jusqu'en 2009.
La série a notamment fait l'objet d'un crossover avec les Ultimates dans la mini-série Ultimate War, et d’un autre avec les Ultimate Fantastic Four dans la mini-série Ultimate X 4.
Les Ultimate X-Men font aussi régulièrement des apparitions dans les autres séries régulières et mini-séries de l'univers Ultimate Marvel.

### France
La série est traduite en France dans une revue du même nom publiée par Panini.
Des volumes parus dans la collection Marvel Deluxe rassemblent les tomes sortis en kiosque :
1. L’Homme de demain, juin 2007 :
  - « L’Homme de demain » (tomes 1–6)
  - « Retour à l’Arme X » (tomes 7–12)
2. Tournée mondiale, juin 2008 :
  - « Tournée mondiale » (tomes 15–20)
  - « Comme une odeur de soufre » (tomes 21–25)
  - « On n’oublie jamais son premier amour » (tomes 13–14)
3. Le Retour du roi, juillet 2009 :
  - « Ultimate War » (quatre tomes)
  - « Le Retour du roi » (tomes 26–33)
4. Les Nouveaux Mutants, mars 2010 :
  - « Blockbuster » (tomes 34–39)
  - « Les Nouveaux Mutants » (tomes 40–45)
5. Un jeu dangereux, janvier 2011 :
  - « La Tempête » (tomes 46–49)
  - « Il a ravi mon cœur » (tomes 50–53)
  - « Un jeu dangereux » (tomes 54–57)
6. Nord magnétique, janvier 2012 :
  - « Hold-up » (tome 58)
  - « Rattrapés par le passé » (tomes 59–60)
  - « Ultime Sacrifice » (Annuel 1)
  - « Nord magnétique » (tomes 61–65)
  - « Ultimate X 4 » (deux tomes)
  - « La Mort du père » (tome ½)
7. Le Diable au corps, avril 2013 :
  - « La Fièvre du samedi soir » (tomes 66–68)
  - « Phénix ? » (tomes 69–71)
  - « De la magie dans l’air » (tomes 72–74)
  - « Le Diable au corps » (Annuel 2)
  - « L’énigme du chat “mystique” » (Annuel 2)

À paraître[réf. nécessaire]
1. Sentinelles (tomes 75–88)
2. Pouvoir absolu (tomes 89–97)